# Формирование понятий
Формирова́ние поня́тий (образование понятий) — усвоение или выработка человеком новых для него понятий на основе опыта.
Формирование понятий — это переход от единичных вещей и явлений, данных в чувственном опыте, к обобщению этого опыта в понятиях, фиксирующих существенные признаки этих вещей и явлений. Вещи даны в ощущениях и восприятиях, понятиями же оперирует мышление; вещи чувственны, а понятия представляют собой нечувственные сущности, доступные лишь разуму. Как заполняется этот по видимости непреодолимый разрыв между единичным и всеобщим, каким образом возникновение понятий, столь отличных по своей природе от вещей, вообще возможно и как именно протекает этот процесс, каковы его механизмы, — всё это составляет одну из сложнейших проблем теории познания.
Формирование понятий изучается философией и психологией. Если философия занимается общетеоретическими вопросами — объяснением связи между единичным и всеобщим, то психология сосредоточивает внимание на вопросе о том, как именно происходит выявление признаков, составляющих некоторое понятие (класс), и правил, связывающих эти признаки.

## Теории формирования понятий

### Платон (теория припоминания) и Аристотель
Принимая во внимание пропасть, разделяющую единичное и общее, Платон отказывается допустить, что понятия могут быть получены, выведены из чувственного опыта. Мы никогда не смогли бы найти обобщающую идею, — говорит он, — если бы уже не имели её. «Мы непременно должны знать равное само по себе ещё до того, как впервые увидим равные предметы» («Федон»). Поэтому «знание — это припоминание» («Федон»). Платон постулирует существование самостоятельной сферы идей (эйдосов). Идеи существуют сами по себе, объективно, независимо от нашего познания и чувственного мира (более того, как раз вещи этого чувственного мира производны от идей, представляют собой их воплощения). (Следует отметить, что понятия не тождественны идеям: идеи, в отличие от понятий, не в нас, не присутствуют в сознании; идеи — это то, что мыслится в понятиях.) Далее, переходя в самый ответственный момент на язык мифа, Платон говорит, что душа некогда обитала в той небесной сфере, где существуют идеи, и там созерцала их; однако, пав на Землю, душа позабыла это знание. Но при виде вещей, являющихся тенью, несовершенным отражением идей, душа вспоминает и сами оригиналы. Вещи только помогают их вспомнить, «напоминая» об идеях, которые душа некогда непосредственно созерцала.
По сходному пути пошёл ученик Платона Аристотель, утверждая, что знание общего не вырабатывается из знания единичного, а лишь выявляется благодаря ему. Согласно Аристотелю, все формы бытия уже существуют в душе потенциально, будучи заложены в пассивной части души (в пассивном уме); воздействие действительности на душу через ощущения, в сочетании с работой активной части ума, актуализирует их.

### Закон диссоциации (У. Джеймс)
Философ и психолог У. Джеймс предлагает следующее объяснение механизма формирования понятий. «Мы бы никогда не смогли различить элементы абсолютно неизменяющейся группы, состоящей из свойств, нигде более порознь не встречающихся, — пишет Джеймс. — Если бы все холодное было мокро, а мокрое — холодно, если бы только твердые вещи были колючи, а остальные нет, то вероятно ли, чтобы мы различали холодное и влажное, твёрдое и колючее? …Если бы теплота прямо зависела от высоты предмета над земной поверхностью… то для понятий „теплота“ и „высота“ у нас имелось бы одно слово».
Но если некий признак можно встретить и в составе других групп, вместе с другими признаками, то он начинает выделяться. Признак, который мы встречаем то в одном, то в другом объекте, вследствие этого отделяется и от того и от другого «и мало-помалу становится для нашего сознания самостоятельным представлением — абстрактом». Джеймс называет это законом диссоциации образа при изменении сопровождающих элементов.

### Ассоциативная теория
Ассоцианизм не видит принципиальных различий между понятиями и представлениями.
«Ещё Дж. Локк сформулировал этот взгляд. Особенную наглядность придает ему коллективными фотографиями Ф. Гальтон, в которых он на одной и той же пленке делал один снимок поверх другого; накладывание их друг на друга приводило к тому, что индивидуальные признаки стирались и сохранялись лишь общие черты. По этому образцу мыслил ряд психологов, придерживавшихся этой концепции на природу понятий и процесс их образования».
Т. Циген полагал, что понятие — это ассоциация представлений.
В 1950-х годах Рестл и Бурн попытались свести формирование понятий к повторяющемуся совместному предъявлению признаков, сопровождающемуся подкреплением. Их взгляд состоял в том, что подкрепление правильного сочетания признаков ведёт к постепенному отсеву несущественных признаков и формированию понятия из существенных. Между существенными признаками и реакцией опознания их как понятия образуется ассоциация.

### Теория выдвижения и проверки гипотез (Дж. Брунер)
Работа Джерома Брунера и его коллег A Study of Thinking (1956) оказала сильное влияние на формирующуюся когнитивную психологию в целом и исследования в области формирования понятий в частности.
Дж. Брунер предположил, что следует изучать различные стратегии формирования понятий и предложил для этого соответствующую методику). Брунер описал две стратегии: сканирование и сосредоточение (иначе: «целостная стратегия», «фокусировка»), каждая из которых также имеет по две разновидности.
1. Одновременное сканирование. Происходит одновременная проверка всех возможных гипотез (под гипотезами понимаются различные наборы признаков; один из этих наборов и представляет собой искомое понятие). Не выдержавшие проверки гипотезы отбрасываются по мере их опровержения. Особенность этой стратегии в том, что при этом необходимо помнить всё просмотренное в ходе проверки.
2. Последовательное сканирование. В этом случае гипотезы проверяются поочерёдно. Когда гипотеза оказывается опровергнутой, её отбрасывают и переходят к другой с учётом всего предыдущего опыта.
3. Консервативное сосредоточение. Берётся положительный пример понятия (то есть то, о чём достоверно известно, что этот предмет подходит под искомое понятие), после чего его признаки по одному проверяются на существенность. Заменяя проверяемый признак, но оставляя все остальные без изменения, можно определить, является ли этот признак существенным, то есть входит ли в искомое понятие. Эта стратегия выгоднее, так как уменьшает нагрузку на память.
4. Рискованное сосредоточение отличается от консервативного тем, что изменяются 2 или более признаков за раз.

## Эмпирические методы исследования
В психологии существуют различные методы исследования понятий, среди которых особенно полезен для изучения формирования понятий метод формирования искусственных понятий.

### Метод формирования искусственных понятий
Основная статья: Метод формирования искусственных понятий
Этот метод состоит в том, что испытуемому предъявляется ряд объектов, сходных по одним признакам и различающихся по другим. О каждом из этих объектов испытуемый узнаёт, что он является (или, наоборот, не является) примером некоторого понятия (иначе говоря, входит в некоторый класс), причём точное определение этого понятия (признаки класса) испытуемому неизвестно. Задача испытуемого — на основании получаемой информации «отгадать» это понятие, то есть определить признаки, составляющие его (и правила, связывающие эти признаки).